# Santa-Maria-Figaniella
Santa-Maria-Figaniella (kors. Santa Marìa di Vighjanu) – miejscowość i gmina we Francji, w regionie Korsyka, w departamencie Korsyka Południowa.
Według danych na rok 1990 gminę zamieszkiwało 58 osób, a gęstość zaludnienia wynosiła 4 osób/km².